# Лагуна-де-Негрільйос
Лагуна-де-Негрільйос (ісп. Laguna de Negrillos) — муніципалітет в Іспанії, у складі автономної спільноти Кастилія-і-Леон, у провінції Леон. Населення — 1164 особи (2010).
Муніципалітет розташований на відстані близько 260 км на північний захід від Мадрида, 41 км на південь від Леона.
На території муніципалітету розташовані такі населені пункти: (дані про населення за 2010 рік)
- Кабаньєрос: 23 особи
- Конфоркос: 3 особи
- Лагуна-де-Негрільйос: 1098 осіб
- Вільяморіко: 40 осіб

## Демографія
Динаміка населення (INE ):